# Long Away
«Long Away» (укр. «Довгий шлях») — пісня та сингл британського рок-гурту «Queen», це третій трек альбому «A Day at the Races» 1976 року. Браян Мей написав пісню і виконав у ній вокал. Це єдиний сингл «Queen», що вийшов за життя Фредді Мерк'юрі, у якому він не виконував головний вокал.
Ця пісня також доступна у вигляді завантаження контенту для відеогри «Rock Band 3». Також вона з'явилася у альбомі-збірці  «Queen Forever» 2014 року.

## Запис
Це одна з небагатьох пісень, де Браян Мей, крім його «Red Special», використовує іншу гітару. Для партії ритм-гітари він використовував електричну дванадцятиструнну гітару «Burns» (хоча він використовував «Red Special» для другого гітарного соло в середній частині пісні). Спочатку Мей хотів використовувати гітару «Rickenbacker» (оскільки він захоплювався Джоном Ленноном, який грав на цій гітарі), але він не впорався з тонким грифом цієї гітари.
Роджер Тейлор співає найвищі ноти пісні.

## Складова
Пісня має сумний тон у вигляді меланхолійної ностальгії протягом всієї її тривалості, прикладом можуть бути такі рядки: «Як багато зірок на небі, Так само багато сумних людей на землі» — що робить її схожою з піснею «'39» з альбому «A Night at the Opera», хоча і без впливу фолк-музики.

## Живе виконання
Пісню ніколи не виконували наживо з Фредді Мерк'юрі, хоча її репетирували перед початком «A Day at the Races Tour» в січні 1977 року. Мей виконав акустичну версію пісні на концерті гурту «Taylor Hawkins and the Coattail Riders» 11 травня 2010 року.

## Відгуки
«The Washington Post» описав пісню як «ласкаве відтворення звучання „The Beatles“/„The Byrds“ середини 60-х» і одну з найкращих пісень у альбомі. Журнал «Wesley Strick of Circus» в змішаному огляді альбому назвав її найкращою піснею альбому, а також зазначив вплив «The Beatles» і «The Byrds». Він спостеріг, що «Long Away» є «проникливою» піснею і «аж ніяк не зарозумілою чи створеною тільки для сміху, „Long Away“, на відміну від інших вдалих пісень, відчувається справжньою».

## Музиканти
- Браян Мей — головний вокал, бек-вокал, електрогітара;
- Фредді Мерк'юрі — бек-вокал;
- Роджер Тейлор — ударні, бек-вокал;
- Джон Дікон — бас-гітара.